# Biên thành
Biên thành (tiếng Trung: 邊城; bính âm Hán ngữ: Bian cheng) là tên một tiểu thuyết ngắn phát hành năm 1936 của Thẩm Tùng Văn. Tiểu thuyết được xem như kiệt tác văn học trữ tình của tác giả, được xếp vào danh sách 100 rồi danh sách 20 tác phẩm vĩ đại nhất thế kỷ XX của Trung Quốc.

## Cốt truyện
Bối cảnh truyện được đặt ở thị trấn yên ả tên Trà Đồng nằm ở phía tây Hồ Nam, Trung Quốc. Tiểu thuyết xoay quanh một ông quản đò và cô cháu gái của ông tên Thuý Thuý.
Thúy Thúy, sau khi mồ côi cha mẹ, được đưa đến sống cùng ông ngoại làm nghề lái đò trên con sông đã trở thành một thiếu nữ khả ái ở tuổi 14. Người ông vui mừng khi thấy cậu cả Thiên Bảo của gia đình chủ bến đem lòng thương yêu cô Thúy Thúy nhưng nàng chẳng hề để ý tới việc cưới xin. Thực ra, trái tim nàng đã thầm lặng hướng theo cậu hai Na Tống, cho dù chàng trai đã được gia đình sắp xếp cho cuộc hôn nhân với một gia đình danh giá. Cuộc tình tay ba chưa có lối thoát thì cái chết đã cướp đi cậu cả Thiên Bảo trong một chuyến đi thuyền. Thúy Thúy bị coi là kẻ mang vận đen cho gia đình chủ bến, tình yêu của nàng và Na Tống rơi vào tuyệt vọng. Người ông quá lo lắng, đau buồn cũng sớm lìa bỏ cuộc sống trong một đêm mưa gió. Na Tống chẳng tìm ra cách giải quyết nào cho số phận tình yêu, ra đi không một lời hẹn ước. Thúy Thúy ở lại với con đò cô đơn, chờ mong người con trai có thể sẽ về mà cũng có thể chẳng bao giờ quay lại. 

## Nhân vật
Ông quản đò
Nhân vật chính của tiểu thuyết. Là một người giỏi nghề, hào sảng và phóng khoáng.
Thuý Thuý
Cháu gái ông quản đồ. Một cô bé xinh đẹp với làn da ngăm đen. Vì mồ côi từ nhỏ nên em phải đảm đương mọi việc từ rất sớm. Dù còn trẻ đã có thể chèo đò. Rất yêu thương ông ngoại và con chó Vàng của mình.
Hình tượng cô gái với làn da ngăm bắt nguồn từ hình ảnh người vợ của Thẩm Tùng Văn.
Nhuận Nhuận
Ông quản bến đò nơi ông quản đò làm việc. Tính tình bộc trực, thành thật, thoải mái, phóng khoáng.
Thiên Bảo
Con trai cả của ông quản bến Nhuận Nhuận. Thầm thích Thuý Thuý từ lâu. Tính tình bộc trực, thành thật giống cha mình.
Na Tống
Con trai thứ của ông quản bến. Tên được đặt theo tên thần Na (vị thần trừ ôn dịch và quỷ dữ). Rất đẹp trai và giỏi ca hát.

## Phát hành
Chương đầu tác phẩm bắt đầu được định kỳ từ năm 1934 và đến năm 1936, tác phẩm được in thành sách. Đến nay đã được dịch ra nhiều ngôn ngữ. Tuy nhiên, tại Trung Quốc, tác phẩm đã bị cấm phát hành từ năm 1949 đến 1979, và tại Đài Loan đến năm 1986. Khoảng thập niên 80 thế kỷ XX, tác phẩm đã được phát hành trở lại.
Năm 2005, tác phẩm lần đầu được dịch tại Việt Nam bởi Phạm Tú Châu, do Nhã Nam mua bản quyền và Nhà xuất bản Đà Nẵng phát hành. Năm 2009, sách được dịch sang tiếng Anh phát hành bởi nhà xuất bản HarperCollins dưới tên Border Town.

## Đánh giá
Tác phẩm nhận được phản hồi tích cực từ các nhà phê bình. Nhà văn Nhật Bản Takashi Shizuka nhận xét: "Xem ra dưới giọng văn hết sức bình tĩnh, e rằng đã ẩn giấu sự phê phán và phản kháng sâu sắc - ít nhất cũng là sự chán ghét nền văn minh hiện đại, đó chính là chủ ý của tác phẩm.
Ngoài ra, tác phẩm còn được nghi vấn là lời hồi đáp của Thẩm Tùng Văn dành cho tiểu thuyết đoạt giải Pulitzer năm 1932 của Pearl Buck, The Good Earth.